# 江津郵便局
江津郵便局（ごうつゆうびんきょく）は、島根県江津市にある郵便局。民営化前の分類では集配普通郵便局であった。

## 概要
住所：〒695-8799 島根県江津市江津町1520-86
民営化直前の、集配業務再編において、多くの集配普通郵便局は統括センターとなったが、当局は配達センターとされたため、民営化後も郵便事業株式会社の支店は併設されず、集配センターが併設された。

## 沿革
- 1872年8月4日（明治5年7月1日） - 郷田（ごうだ）郵便取扱所として開設[1]。
- 1875年（明治8年）1月1日 - 郷田郵便局（五等）となる。
- 1880年（明治13年）10月 - 為替取扱を開始。
- 1881年（明治14年） - 貯金取扱を開始。
- 1890年（明治23年）4月1日 - 江津郵便局に改称。
- 1897年（明治30年）3月16日 - 江津郵便電信局となる。
- 1903年（明治36年）4月1日 - 通信官署官制の施行に伴い江津郵便局となる。
- 1960年（昭和35年）6月11日 - 江津市大字郷田字本町から同市大字郷田字玉江町に移転[2]。同日、電話交換事務および電報配達事務の取り扱いを江津電報電話局に移管[3]。
- 1963年（昭和38年）9月17日 - 浅利郵便局、都野津郵便局、川平郵便局[4]から集配業務を移管。
- 1963年（昭和38年）10月1日 - 特定郵便局から普通郵便局に局種別改定。
- 1998年（平成10年）9月1日 - 外国通貨の両替および旅行小切手の売買に関する業務取扱を開始。
- 2007年（平成19年）3月5日 - ゆうゆう窓口を廃止。
- 2007年（平成19年）10月1日 - 民営化に伴い、併設された郵便事業浜田支店江津集配センターに一部業務を移管。
- 2012年（平成24年）10月1日 - 日本郵便株式会社発足に伴い、郵便事業浜田支店江津集配センターを江津郵便局に統合。

## 取扱内容
- 郵便、印紙、ゆうパック、内容証明
- 貯金、為替、振替、振込、国際送金、国債、投資信託
- 生命保険、バイク自賠責保険、自動車保険
- ゆうちょ銀行ATM
- 江津市内の一部地域（郷田、渡津、松平、津宮、高角地区：〒695-00xx、695-85xx、695-86xx、695-87xx）の集配業務

## 周辺
- 江津市役所
- 江津市総合市民センター（ミルキーウェイ・ホール）
- ゆめタウン江津
- 島根県立江津工業高等学校
- 江の川
- 国道9号

## アクセス
- JR山陰本線 江津駅から徒歩約3分
- 石見交通バス 江津駅前停留所下車
- 山陰自動車道（江津道路） 江津ICから北東へ約1.5km
- 駐車場あり：6台